# Piotr Romanovski
Piotr Arsénievich Romanovski (en ruso: 'Пётр Арсеньевич Романовский'; San Petersburgo, 29 de julio de 1892 - Moscú, 1 de marzo de 1964) fue un ajedrecista ruso, Maestro Internacional, Árbitro Internacional y escritor.

## Trayectoria como ajedrecista
Inició su carrera en 1908 en San Petersburgo, siendo 4º-6º, empatado con Grigory Helbach y Sergey Lebedev, y por detrás de Sergey von Freymann y Karl Wilhelm Rosenkrantz (vencedores conjuntos del Torneo), y Boris Maliutin. En otro Torneo celebrado tambiñén en San Petersburgo en el mismo año, quedó 3º, por detrás de Sergey Lebedev (ganador del Torneo) y Freymann, y por delante de Helbach. En 1909 participó en el Torneo de Maestros de toda Rusia, celebrado en San Petersburgo, siendo 11º, con triunfo de Alexander Alekhine.
En 1913, fue 2º en Torneo celebrado en San Petersburgo, por detrás del vencedor Andrey Smorodsky, y compartió la victoria con Freymann en 1914 en la misma ciudad ( hexagonal ).
Romanovski participó en el Torneo de Mannheim en 1914 (19º Congreso de la DSB), que comenzó el 20 de julio y fue detenido el 1 de agosto de 1914, con el estallido de la Primera Guerra Mundial, cuando iba 2º-4º en el Hauptturnier B. Después de la declaración de guerra por el Imperio alemán al Imperio ruso, jugadores como Alexander Alekhine (al que se consideró vencedor del Torneo principal o de Meaestros), Ilya Rabinovich, Yefim Bogoliubov, Fedir Bohatyrchuk, N. Koppelman, Boris Maliutin, Peter Romanovski, Peter Petrovich Saburov, Samuil Vainshtein, Alexey Selezniev y Alexander Flamberg, fueron confinados en Rastatt, Alemania. El 14 de septiembre de 1914, cuatro de ellos (Alekhine, Bogatyrchuk, Saburov y Koppelman) fueron puestos en libertad y se les permite regresar a sus hogares a través de Suiza.
Como prácticamente prisionero, participó en tres Torneos. En 1914, fue 4º-5º en Baden-Baden, com triunfo de Flamberg. Quedó 3º en el Torneo de Triberg de 1914/15, y fue 5º-6º en Triberg en 1915 (con sendos triunfos de Bogoliubov). Después de ser liberado de su confinamiento por la Cruz Roja en la primavera de 1915, debido a su mal estado de salud (enfermedad del corazón), regresó a Petrogrado. Cuando Romanovski regresó a Rusia, de inmediato ayudó a recaudar dinero para ayudar a los ajedrecistas rusos que seguían internados en Alemania, dando una exhibición de simultáneas en el Instituto Politécnico de San Petersburgo.

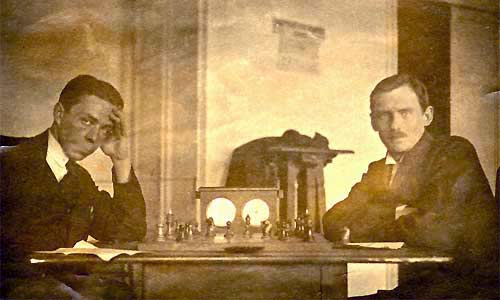
Imagen de Romanosky y Alekhine en 1920

Después de la guerra, fue 2º, por detrás de Alekhine, en Moscú en 1920 (1º Campeonato Nacional de la URSS). Fue campeón soviético en 1923 en Petrogrado (2º Campeonato Nacional de la URSS) y en Moscú en 1927, título compartido con Bohatyrchuk (5º Campeonato Nacional de la URSS). Obtuvo el triunfo, junto con Grigory Levenfish , Aleksandr Ilín-Zhenevski e Ilya Rabinovich en el Torneo de Leningrado de 1925.
En diciembre de 1925, fue 7º-8º, empatado con Richard Reti, y por detrás de Bogoliubov (vencedor del Torneo), Emanuel Lasker, José Raúl Capablanca, Frank Marshall, Savielly Tartakower y Carlos Torre, en el Torneo de Moscú. En 1927, obtuvo la victoria en Leningrado.
Su mejor resultado internacional fue en Leningrado en 1934, siendo 2º-3º, empatado con Nikolai Riumin, y por detrás de Mikhail Botvinnik. En 1935, fue el primer jugador de ajedrez soviético en recibir el título de Honorable Maestro del Deporte.

## Últimos años
Durante el peor período del asedio de Leningrado, en el invierno de 1941-42, un grupo de rescate llegó a su casa. Encontraron a Romanovsky semiconsciente de hambre y frío. El resto de su familia había muerto de frío. Todos los muebles de la casa habían sido utilizados como leña. Un manuscrito de ajedrez que había estado elaborando Romanovsky también se perdió.
Fue galardonado con el título de Maestro Internacional en 1950 y como árbitro internacional en 1951.
En 1954, los soviéticos retiraron su solicitud de nombrar a Romanovsky como Gran Maestro, basado en su triunfo en el Campeonato Nacional de la URSS en 1927. Pero como fue un título compartido con el antiestalinista Fedor Bogatyrchuk (Bohatirchuk), que había desertado, la Federación de Ajedrez de la URSS no quiso dar el título de GM a Bohatirchuk, por lo que se retiró la solicitud de Romanovsky también.
Antes de su muerte, Romanovsky publicó libros sobre Ajedrez. Se trata de Chess Middlegame Planning, Chess Middlegame Combinations, Reti's Speloppning, Soviet Middlegame Technique, Selected Games, etc.

## Biografía
- Peter Romanovsky- Soviet Chess Master RUSSIA Петр Романовский Ша́хматы USSR